# 痛ネイル
痛ネイル（いたネイル）とは、漫画・アニメ・ゲームなどに関連するキャラクターやアーティストのロゴ、似顔絵など、自分の好きなものをモチーフにして爪に描くネイルアートのこと。それに加え、ネイルチップも登場している。
タレントの中川翔子や蜷川実花、宇多田ヒカルなどがブログやメディアで紹介したこともあり、2012年夏くらいからネットやSNSで女性が楽しめるオタク文化として話題を呼び、メディアでは痛車・痛印などと一緒に取り上げられるようになる。また、同年2012年12月にはタレントも多く通うトータルビューティーサロン「color's」により、秋葉原のドン・キホーテ1階にの痛ネイル専門店「痛color’s Yellow」が開店した。

## 痛ネイルを取り上げた媒体
- 新聞・雑誌
  - 『日本経済新聞』
  - 『Popteen』
- WEB
  - 『日経トレンディ』
  - 『東京ウォーカープラス』
  - 『女子SPA!』
  - 『秋葉原新聞』
  - 『タイムアウト東京』

## 問題点
痛ネイルを商品として販売する事は著作権侵害となるが、痛ネイルを施術している店舗数が多い為、取り締まれていないのが現状である。